# 坎波诺加拉
坎波诺加拉（義大利語：Camponogara），是意大利威尼托大区威尼斯省的一个市镇。总面积21平方公里，人口12736人，人口密度606.5人/平方公里（2009年）。国家统计（ISTAT）代码为027004。